# Martin AM Mauler
Pour les articles homonymes, voir AM-1 (quad).
Le Martin AM Mauler est un avion d'attaque américain ayant servi dans l'US Navy au lendemain de la Seconde Guerre mondiale. Il a également connu une version de guerre électronique.

## Origines

### Histoire
En 1943 l'US Navy chercha à acquérir un nouvel avion susceptible de remplacer ses Curtiss SB2C Helldiver utilisés dans la guerre du Pacifique. Quatre constructeurs répondirent à l'appel d'offres :
- Curtiss et son BT2C.
- Douglas et son BT2D.
- Kaiser-Fleetwings et son BTK.
- Martin et son BTM.

Dès le 7 janvier 1944 l'état major de la marine américaine fit savoir qu'elle commandait en série les avions de Douglas et de Martin qui reçurent respectivement les patronymes de Dauntless II et Mauler.

### Développement
Le Martin BTM reçut la désignation de Martin 210 par son avionneur. Deux prototypes furent construits en même temps. En 1944 l'avionneur Martin était engagé dans divers programmes relevant de l'effort de guerre, et pas uniquement la fabrication des B-26 Marauder mais aussi d'autres avions pour des constructeurs comme Boeing ou Douglas. Cependant il ne fallut que huit mois aux équipes de l'usine de Baltimore pour produire ce premier prototype. Cependant pour des raisons économiques il ne vola pas avec le moteur prévu initialement, un Pratt & Whitney R-4360-4W mais avec un Pratt & Whitney R-4360-4 légèrement moins puissant. C'est le 26 août 1944 que cet avion réalisa son premier vol.
Malgré la relative rapidité d'exécution de ce premier avion le programme subit certains retards assez lourds, et l'US Navy dut revoir à la baisse la commande 750 exemplaires qui avait été passée en janvier 1945. D'autant qu'au fur et à mesure que le programme des essais en vol traînait la guerre fut finie. En septembre de cette même année ce n'était plus que 99 avions qui étaient en commande chez Martin. La fin des hostilités avait également fait naître un changement de missions premières pour le Mauler qui de bombardier-torpilleur avait désormais évolué en avion d'attaque. Le BTM devint donc l'AM. 
C'est en mars 1946 que les premiers Martin AM-1 Mauler de série sortirent d'usine, toutefois la formation des futurs pilotes de cet avion puissant et fortement motorisé était telle que le premier appareil ne fut déclaré opérationnel que le 1er mars 1948.
Cette même année l'US Navy demanda à Martin d'en développer une version de guerre électronique destinée aux missions de brouillage des radars ennemis. La commande portait sur 18 avions qui furent désignés Martin 210B par le constructeur et Martin AM-1Q par la marine américaine.

### Développements abandonnés
En 1949 Martin proposa à l'US Navy de développer une version de transport destinée à assurer les missions de Carrier onboard delivery, c'est-à-dire le ravitaillement et les liaisons aériennes du porte-avions. Désigné Martin 210D cette machine devait même être désignée JR2M Mercury par la marine américaine. Apte au transport quatre passagers, il aurait pu également transporter des petits colis, voire servir à l'évacuation sanitaire. Il aurait eu comme rôle de remplacer les derniers Grumman TBM-3R alors en service dans ce rôle. Le JR2M Mercury ne dépassa pas le stade de la planche à dessins.
En 1950 l'avionneur proposa également le Martin 210C, alias AM-2, une version d'attaque améliorée et équipée d'un radar. Mais là encore l'US Navy ne suivit pas Martin. À cette époque le BT2D avait donné naissance au Douglas AD Skyraider.

## Utilisateurs

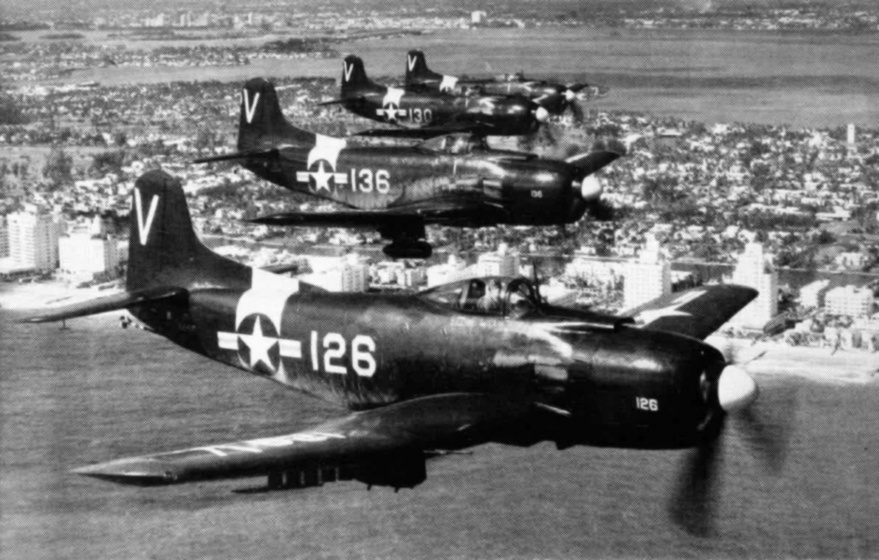
AM-1 de réserve de l'unité VA-727 au-dessus de la Floride en 1951.

Martin AM-1 Mauler
- États-Unis
  - US Navy
    - Unités d'active.
      - VA-17A,
      - VA-44,
      - VA-45,
      - VA-84,
      - VA-125,
      - VA-174,

    - Unités de réserve.
      - VA-728,
      - VA-731,
      - VA-923.

Martin AM-1Q Mauler
- États-Unis
  - US Navy
    - Unité d'active.
      - VC-4.

## Versions

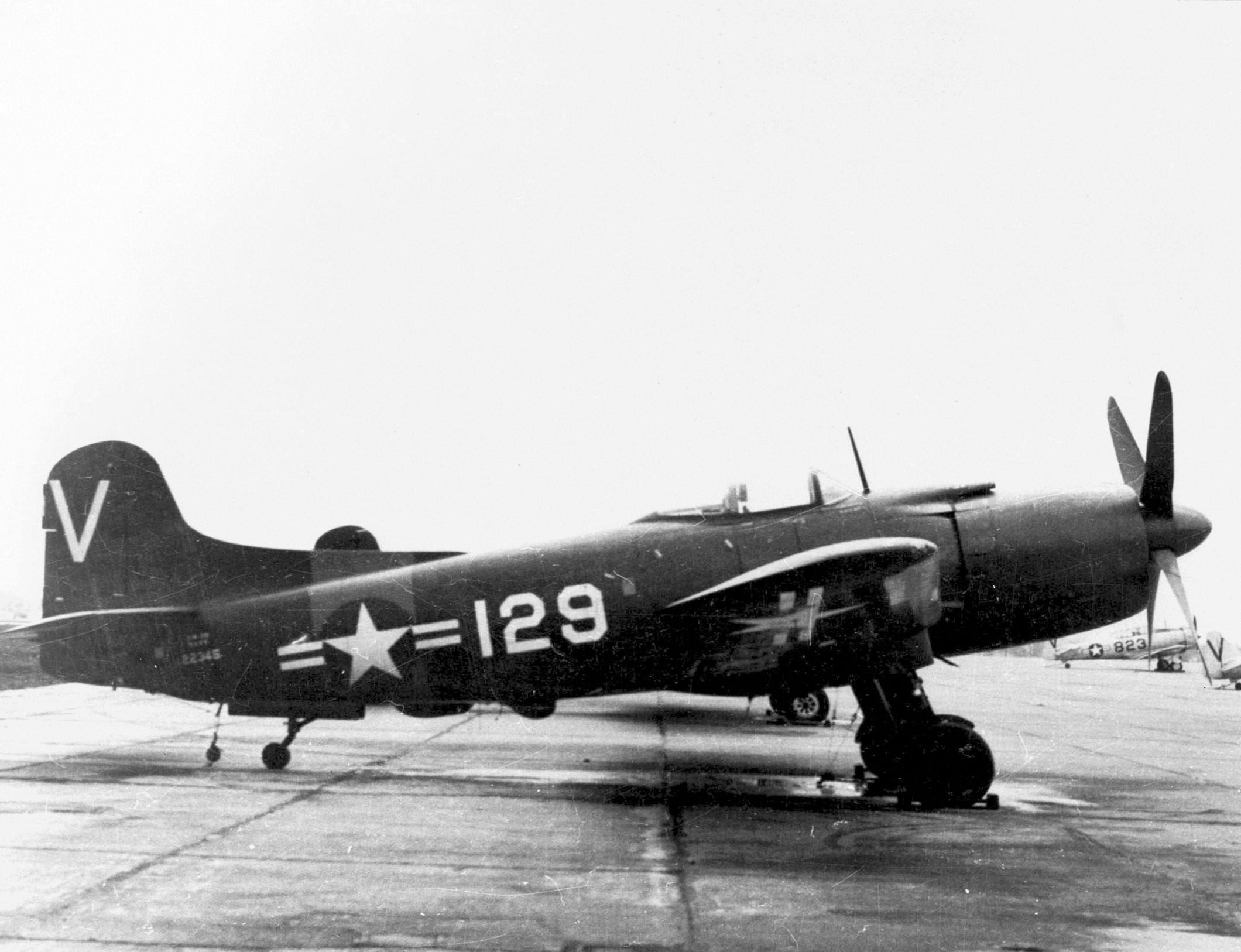
Martin AM-1Q

- BTM-1 Mauler ou Martin 210, désignation d'origine d'une version de bombardement et torpillage.
- AM-1 Mauler ou Martin 210A, désignation de la version de série d'attaque au sol.
- AM-1Q Mauler ou Martin 210B, désignation de la version de série de guerre électronique.
- AM-2 Mauler ou Martin 210C, désignation d'une version améliorée d'attaque au sol, mais abandonnée.
- JR2M Mercury ou Martin 210D, désignation d'une version de transport, mais abandonnée.

## Préservation

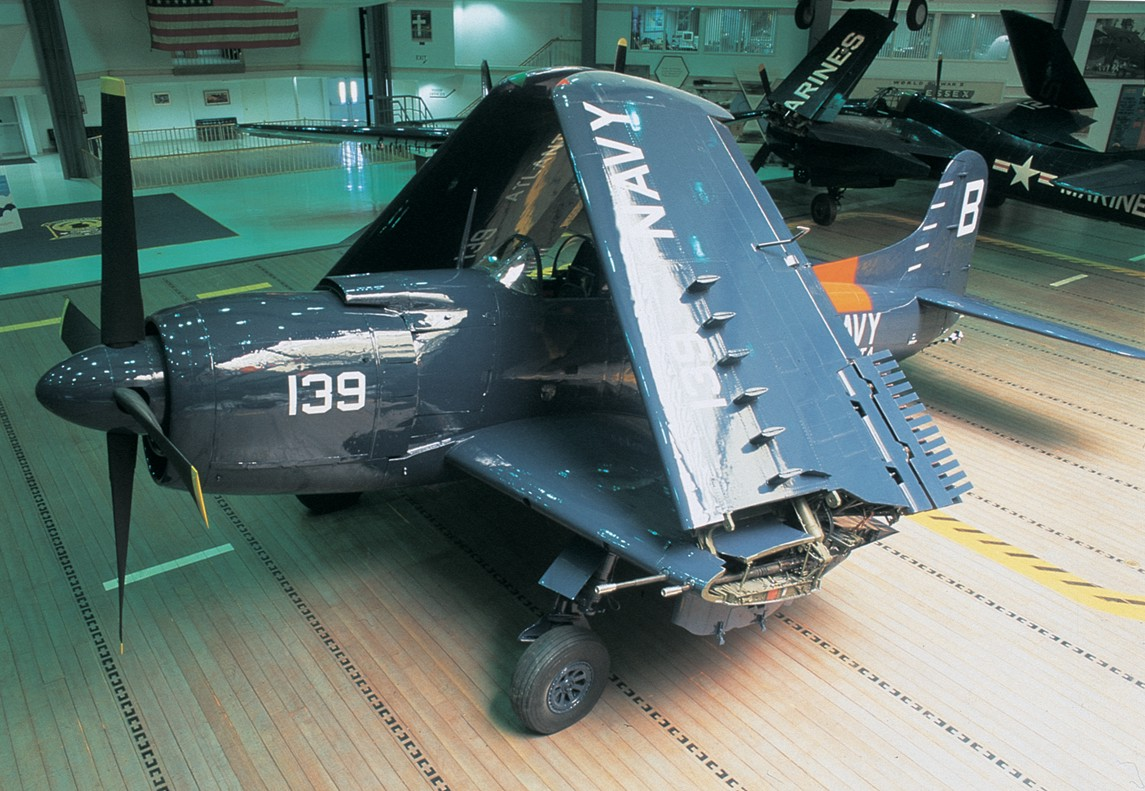
Martin AM-1 exposé au National Museum of Naval Aviation.

Au moins quatre Mauler étaient en 2012 préservés dans des musées américains.
- Martin 210 no 122397 exposé au National Museum of Naval Aviation en Floride.
- Martin 210 no 22260 préservé mais non exposé au Maryland Aviation Museum[5] dans le Maryland.
- Martin 210 no 122403 exposé au Planes of Fame Museum en Californie.

Un quatrième existe dans l'Oregon mais sans que son identité ne soit formellement établie. Aucun de ces avions n'est préservé en état de voler.